# 马里奥·桑祖洛
马里奥·桑祖洛（義大利語：Mario Sanzullo，1993年6月5日—），意大利男子游泳运动员，2017年世界游泳锦标赛男子5公里公开水域游泳银牌得主和混合团体5公里接力铜牌得主、2022年欧洲游泳锦标赛男子25公里公开水域游泳金牌得主。